# اشتایناو آن در اشتراسه
شهر اشتایناو آن در اشتراسه (به آلمانی: Steinau an der Straße) در ایالت هسن در کشور آلمان واقع شده‌است.